# Otto Hellmut Lienert
Otto Hellmut Lienert (* 15. Oktober 1897 in Einsiedeln, Kanton Schwyz; † 10. Juni 1965 in Luzern) war ein Schweizer Autor.
Otto Hellmut Lienert stammt aus Einsiedeln. Er ist ein Neffe des Mundart- und Heimatdichters Meinrad Lienert. Nach dem Gymnasium, nach einer Zeit der Mithilfe im elterlichen Geschäft, u. a. als reisender Verkäufer, arbeitete er während 13 Jahren in Zürich als Propagandachef und Redaktor im Verlag Conzett und Huber in Zürich. Nach seiner Heirat mit der Surseer Musikerin Gertrud Frei übersiedelte er 1937 nach Sursee, wo er während drei Jahrzehnten als freier Autor sowie als Mitarbeiter an Zeitschriften und beim Radio lebte. Sein Werk umfasst mehrere Romane, Jugendbücher und eine Reihe von Lyrikbänden. Von 1944 bis 1956 war Otto Hellmut Lienert im Vorstand des Schweizerischen Schriftstellervereins, 1943 Mitbegründer (und erster Präsident) des Innerschweizer Schriftstellervereins.